# 우스이 요시토
우스이 요시토(일본어: うすい よしと, 1958년 4월 21일 ~ 2009년 9월 11일)는 일본의 만화가로, 본명은 우스이 요시히토(うすい よしひと)이다. 시즈오카현 시즈오카시에서 태어났으며 사이타마현 가스카베시에서 자라나 사망할 때까지 그 곳에서 살았다. 주요 작품으로 《크레용 신짱》이 있다.

## 개요
우스이 요시토는 1977년에 사이타마현립 카스카베 공영 고등학교를 졸업한 이후 아르바이트를 하면서 디자인 전문 학교를 다녔으나 중퇴하고 1979년에 광고 관련 회사에 입사하였다. 이후 1987년에 〈다라쿠야 스토어 이야기〉가 후타바샤 주간 위클리 만화 액션 신인상 가작에 입상하면서 만화가로 데뷔하였다.
1990년 8월부터 크레용 신짱(짱구는 못말려)의 연재를 시작하였으며, 1992년에는 애니메이션으로, 1993년에는 애니메이션 영화로 제작되어 사회 현상이라는 커다란 화제를 일으켰다. 몇몇 주제가나 삽입 노래의 가사도 제공하였을 뿐만 아니라 극장판 작품에는 본인 역으로 출연하기도 하였다.
또한 2004년에는 크레용 신짱 원작 단행본의 프로모션으로 스페인 바르셀로나를 방문했다. 그 때 스페인에서 자신의 만화가 큰 인기를 얻는 것에 감명을 받고 "바르셀로나에서의 이야기를 집필하고 싶다"라는 취지에서 원작과 애니메이션에 그 스토리가 실렸으며 이는 나중에 스페인에서 방영되었다.

### 죽음
2009년 9월 16일 故 우스이 요시토가 갑자기 실종되었는데, 9월 11일 군마현에 당일치기로 등산을 간다는 전화를 한 이후로 연락이 없어서 다음 날 그의 가족이 사이타마현 경찰에 수색 요청을 하였다. 또한 《크레용 신짱》의 출판사인 후타바샤는 "연락이 되지 않아 우리도 매우 걱정하고 있다"라고 밝혔으며, 가스카베시의 시장도 비슷한 견해를 밝혔다.
 그의 만화 원고가 〈만화 타운〉 11월호 분까지 작성되어 있어서 당장은 연재 자체에 지장을 주지 않았으며 그 후 3개월 분의 원고가 추가로 발견되어 2010년 3월호까지 연재되었다.
2009년 9월 19일 아라후네 산에서 故 우스이 요시토로 추정되는 시신이 발견되어 경찰이 수사에 나섰다. 9월 20일에는 그의 가족들이 시체의 신원이 故 우스이 요시토임을 확인하였는데 경찰은 그가 실족사한 것으로 결론을 내렸다.

### 성품
그는 대중 앞에서 모습을 잘 드러내지 않는 편이었다. 이에 대해 "만화가는 수수께끼에 싸여 있는 것이 좋다", "(만화가는) 꿈을 파는 직업이니까요"와 같이 말한 바 있으며 그가 실종된 뒤 사망이 확인되었을 때에도 일본 국내의 대중 매체들은 그의 생전 사진을 공개하지 않았다. 그를 아는 사람에게서는 작가답지 않은 보통 사람으로 평 되었다. 우스이의 지인인 세키네 마리는 그를 가리켜 "근사한 사람"이라고 말한다. 이웃 주민이나 같이 일하는 사람으로부터 성실하고 상식적, 인사를 빠뜨리지 않으며 호감이 가는 사람으로, 지역의 활동에도 적극적으로 협력하고, 작품의 주인공으로부터 받는 인상과는 대조적으로 효자라고 사랑받고 있었다고 한다. 〈크레용 신짱〉 극장판에 종종 출연했는데, 실제 나이보다 젊어 보이게 나왔다. 등산이 취미로서 혼자 산행에 나서는 일이 많았다고 한다. 그런데, 그는 아이러니하게도 2009년 산에서 사진을 찍다가 추락사한 것이다.

### 짱구는 못말려에 관한 에피소드
애니메이션으로 제작된 짱구는 못말려의 이야기 중 일부에서는 노래방 등에서 본인이 직접 노래를 부르기도 했다. 사잔 오루 스타즈(구와타 게이스케 포함)의 팬으로, 작중에서는 신짱구의 실연 씬이나 신형식이 욕실로 노래하는 콧노래의 장면 등에 사잔이나 구와타의 곡을 인용했다. 차 안에서 사잔의 카세트를 찾는 장면도 볼 수 있다. 또 만화책의 24권에 〈희망의 철〉의 가사가 게재된 적도 있었다. 또한, 애니메이션의 첫 번째 오프닝 〈동물원이 큰일이다〉나, 13번째 엔딩 〈엄마와의 약속 조항의 노래〉의 일부의 작사도 다루고 있다. NHK 〈모두의 노래〉에서도 악곡 〈그것이 나의 아버지〉의 영상을 담당하였다. 짱구는 못말려는 현실을 무대로 한 일상 만화이지만, 자신의 작품의 영화화에 영향을 받는 탓인지 자신 나름의 비일상 모험외전도 많이 그려 짱구는 못말려 극장판: 전설을 부르는 춤을 춰라, 아미고!의 상영에 관해서는 스스로 이미지 일러스트를 그릴 정도의 관심을 가졌다. 또 짱구는 못말려 극장판: 암흑마왕 대추적 - 짱구는 못말려 극장판: 폭발! 온천 부글부글 대작전까지는 〈만화가(우스이)〉역으로서 특별 출연하였지만, 일행에 맞고 쓰러지는 것이 항례가 되었다. 또한 만화책에도 본인을 모델로 한 인기 무협 만화가인 "요시이 우스토"가 등장한다.

## 같이 보기
- 오다 에이치로